# إفوديوس
إفوديوس (توفي حوالي 69 م) هو أحد قديسي الكنيسة المسيحية، كما أنه يعتبر ثاني بطاركة أنطاكية. عُرف القليل عن حياته، حيث كان وثنياً اهتدى إلى المسيحية بفضل العمل التبشيري لبطرس الرسول، وبحسب سفر أعمال الرسل في الكتاب المقدس فإن اليهود والوثنيين في أنطاكية كانوا من بين الجماعات الأولى التي قبلت المسيحية. حيث كانت مدينة أنطاكية مدينة ثرية وعالمية وسكانها كانوا من الهيلينيين اليهود والوثنيين من يونانيين وآراميين وكان هؤلاء الوثنيون متأثرين بالفكر التوحيدي، والمصطلح (مسيحيين) كان قد ابتكر لأول مرة في أنطاكية ليطلق على هؤلاء الوثنيين المهتدين وبشكل رئيسي اليونانيين منهم.
بحسب التقليد الكنسي فإن القديس بطرس أصبح أسقفاً لأنطاكية وقاد الكنيسة هناك حتى جاء الوقت الذي انطلق فيه من سوريا إلى روما، وقبل رحيله أقام إفوديوس أسقفاً على أنطاكية بدلاً عنه، وذلك بحسب المؤرخ المسيحي من القرنين الثالث والرابع أوسابيوس القيصري.
استمر إفوديوس على كرسي أسقفية أنطاكية حتى عام 69م كما هو متوقع وخلفه إغناطيوس الأنطاكي، يميل أغلب المؤرخين إلى أن وفاته كانت طبيعية أكثر من الرأي القائل بأنه استشهد في سبيل إيمانه.
على اعتبار أنه من أوائل الوثنيين الداخلين في المسيحية، فإن جميع الكنائس الرسولية الشرقية منها والغربية تبجله وتكرم ذكراه كما أنها تعتبره أحد قديسيها، وتحتفل به الكنيسة الكاثوليكية في روما في 6 مايو، والكنيسة الشرقية الأرثوذكسية في 7 سبتمبر.